# François-Philippe de Méran
François Philippe, comte de Méran (de) et baron de Brandhofen est né à Graz, en Autriche, le 3 décembre 1891 et est décédé à Stainz le 15 novembre 1983. De 1947 à sa mort, il est le chef de la branche comtale de Méran, famille qui descend en ligne morganatique de la Maison de Habsbourg-Lorraine. C’est également un député du Land de Styrie, et une personnalité politique autrichienne.

## Famille
François-Philippe de Méran est le fils du comte Jean-Stéphane de Méran et de son épouse, Ladislaja de Lamberg.
François-Philippe de Méran est donc un arrière-petit-fils de l’empereur Léopold II d'Autriche et l’aîné des descendants de l’archiduc Jean-Baptiste d'Autriche (1782-1859) qui a contracté une union morganatique avec l’aristocrate Anne Plochl.
François-Philippe de Méran est par ailleurs l’oncle maternel du directeur musical Nikolaus Harnoncourt.
En 1923, François-Philippe de Méran épouse Wilhelmine d'Auersperg (1894-1986), fille du prince Édouard Severin d'Auersperg et de son épouse Maria von Schönburg-Hartenstein.
Cinq enfants sont issus de cette union.

## Biographie
Pendant la Première Guerre mondiale, François-Philippe combat dans l’armée impériale austro-hongroise en tant que Lieutenant. Au sortir de la Grande Guerre, il reprend ses études et obtient un doctorat en droit.
Il prend ensuite en charge l’administration des domaines du Schloss Stainz, propriété de sa famille. Il s’investit par ailleurs dans la vie politique autrichienne. Entre 1934 et 1938, François-Philippe est ainsi député du Land de Styrie,, président de l’Association forestière styrienne, président (« Obmann ») du comité pour la forêt et la sylviculture de la Chambre et vice-président de la Chambre d’agriculture autrichienne.
Après 1945, il devient président (« Obmann ») de l’Association styrienne des propriétaires forestiers et, à partir de 1951, président, puis président d’honneur, de l’Union des chasseurs de Styrie. De 1946 à 1971, il est par ailleurs, président de l’assurance mutuelle de Graz et président du conseil d’administration du Landesmuseum Joanneum.
En 1947, le père de François-Philippe meurt et celui-ci accède au rang de chef de famille. Il devient alors fidéicommissaire de Schönna, Stainz et Brandhof. Le 1er janvier 1972, François-Philippe se désiste de son statut de chef de famille en faveur de son fils, Jean-Charles de Méran.
En remerciement de son travail pour la Styrie, François-Philippe a été décoré de l’anneau d’honneur du Land.

## Distinctions
- chevalier de l’ordre de la Toison d'or depuis 1957[4]
- chevalier d’honneur et de dévotion de l’ordre souverain de Malte[4]